# 면도 크림

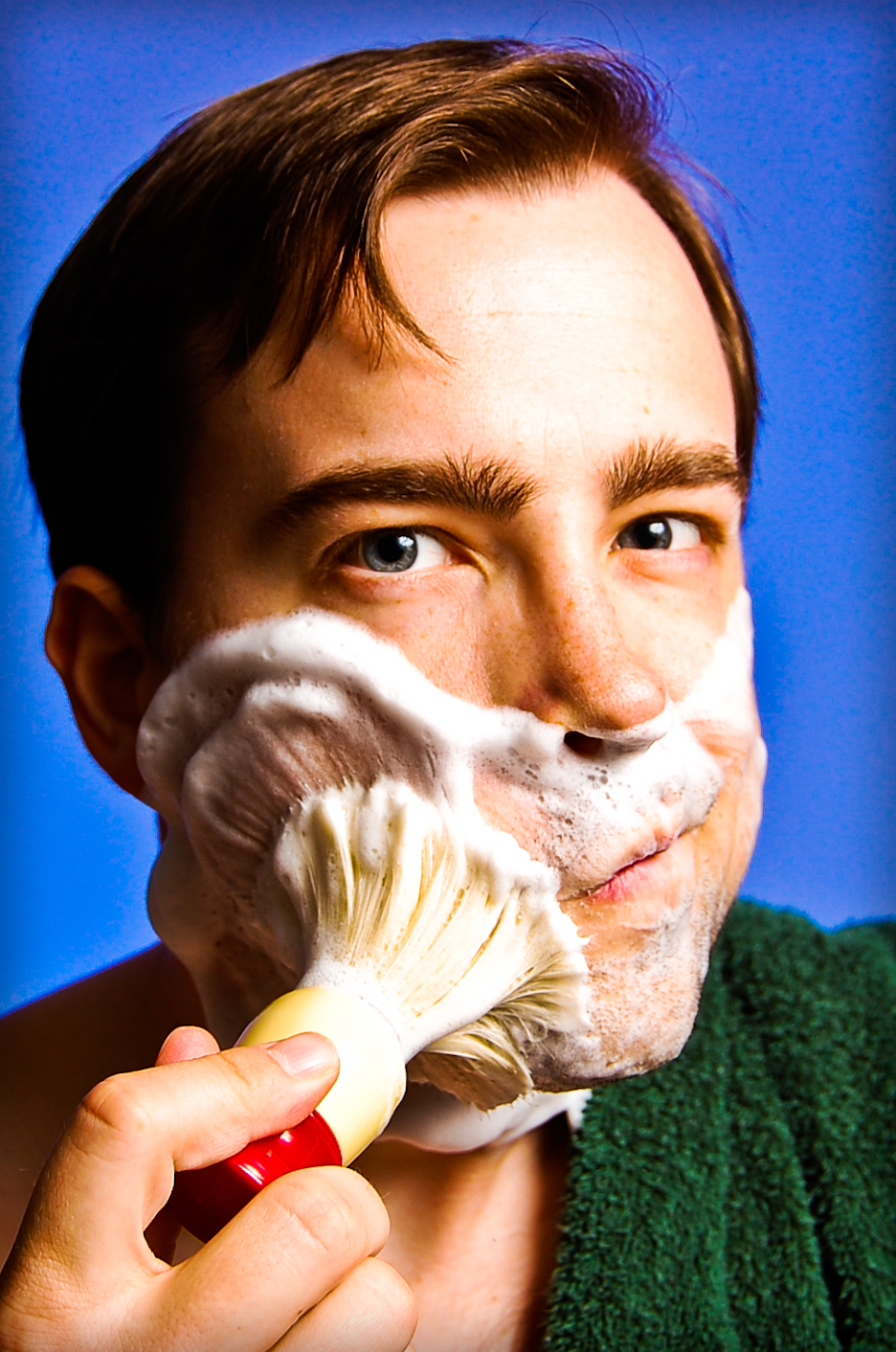
면도 크림을 바르는 남자

면도 크림, 셰이빙 크림(영어: shaving cream), 셰이빙 폼(영어: shaving foam)은 면도를 용이하게 하기 위해 체모, 보통 수염에 바르는 거품 화장품 크림이다. 면도 크림은 일반적으로 오일, 비누 또는 계면활성제, 및 물로 구성된다.